# Сан-Жозе-дас-Палмейрас
Сан-Жозе-дас-Палмейрас (порт. São José das Palmeiras) — муниципалитет в Бразилии, входит в штат Парана. Составная часть мезорегиона Запад штата Парана. Входит в экономико-статистический микрорегион Толеду. Население составляет 2998 человек на 2006 год. Занимает площадь 182,418 км². Плотность населения — 16,4 чел./км².
Праздник города — 17 апреля.

## Статистика
- Валовой внутренний продукт на 2003 год составляет 27 791 319,00 реалов (данные: Бразильский институт географии и статистики).
- Валовой внутренний продукт на душу населения на 2003 год составляет 7931,31 реалов (данные: Бразильский институт географии и статистики).
- Индекс развития человеческого потенциала на 2000 год составляет 0,724 (данные: Программа развития ООН).